# Charadrius collaris
Charadrius collaris là một loài chim trong họ Charadriidae.